# Discipline (canción de Nine Inch Nails)
«Discipline» es un sencillo de la banda de rock industrial estadounidense Nine Inch Nails. Es el primer sencillo de la banda después de la finalización de contrato con Interscope Records, publicada de forma independiente. A diferencia de los anteriores sencillos de NIN, no se lanzó de forma física. La canción se radió por primera vez en las emisoras de radio estadounidenses el 22 de abril, enviada por el líder de la banda Trent Reznor.
El archivo MP3 contiene la portada, las letras y un comentario: "Ve a www.nin.com el 5 de mayo". El 5 de mayo de 2008 se lanzó el nuevo álbum de Nine Inch Nails, The Slip en forma de descarga digital. "Discipline" es el sexto sencillo de la banda en entrar en el top 10 de la lista Hot Modern Rock Tracks de Billboard.

## Grabación
El líder de Nine Inch Nails , Trent Reznor, anunció en 2007 que la banda había terminado su contrato con la compañía discográfica Interscope Records.  Reznor dijo que Nine Inch Nails iba a comenzar a distribuir su música de forma independiente. Desde este anuncio, Nine Inch Nails lanzó el álbum instrumental de 36 pistas Ghosts I–IV en marzo de 2008. Poco después del lanzamiento de Ghosts, Reznor comenzó a componer y grabar su siguiente álbum, The Slip.
Durante las sesiones de grabación de The Slip, Reznor mandó la canción "Discipline" a las radios él mismo el día 22 de abril. La pista se mandó antes de que se hubiese completado el álbum, y a menos de 24 horas de haberse completado la masterización por parte de Alan Moulder. El mismo día, se colgó la canción en el sitio web oficial de la banda, además de los archivos multipista para que se pudiese remezclar la canción.

## Lista de canciones
1. "Discipline" (Trent Reznor) – 4:30

## posición en listas
| Lista (2008)                | Posición |
| --------------------------- | -------- |
| Hot Mainstream Rock Tracks  | 24       |
| Hot Modern Rock Tracks      | 6        |
| iLike Libraries: Most Added | 9        |